# خوان كارلوس دي لا باريرا
خوان كارلوس دي لا باريرا (بالإسبانية: Juan Carlos de la Barrera)‏ هو لاعب كرة قدم مكسيكي في مركز الدفاع، ولد في 17 مارس 1983 في مدينة كيريتارو في المكسيك. شارك مع منتخب المكسيك تحت 20 سنة لكرة القدم. أما مع النوادي، فقد لعب مع نادي إيرابواتو ونادي باتشوكا ونادي بويبلا ونادي سان لويس.

## وصلات خارجية
- خوان كارلوس دي لا باريرا على موقع قاعدة بيانات كرة القدم.إي يو (الإنجليزية)
- خوان كارلوس دي لا باريرا على موقع AS.com (الإسبانية)